# Concentrazione massica
La concentrazione massica (chiamata anche concentrazione mista) è il rapporto tra la massa del soluto ed il volume della soluzione.
Costituisce una delle diverse grandezze per la concentrazione di una soluzione o l'entità della presenza di un elemento in una sostanza.
{\displaystyle \varrho _{i}={\frac {m_{i}}{V}}}
È definita mista in quanto, a differenza di grandezze analoghi, non si esprime con un numero adimensionale, ma si misura come una densità in chilogrammo al metro cubo.

## Grandezze correlate

### Concentrazione molare
{\displaystyle c_{i}={\frac {n_{i}}{V}}={\frac {\varrho _{i}}{M_{i}}}}

### Frazione massica
{\displaystyle w_{i}={\frac {\varrho _{i}}{\rho }}}

### Frazione molare
{\displaystyle x_{i}={\frac {\varrho _{i}}{\rho }}\cdot {\frac {M}{M_{i}}}}